# 美國的外國對立方
美國的外國對立方，是美國《聯邦規則彙編》第15篇15 CFR 7.2（第7.2節）的舊定義，以及目前15 CFR 791.2（第791.4節）的定義，定義「外國對立方」是指「由商務部長確定長期從事或曾經進行過嚴重行為，對美國國家安全或美國人的安全與安全性造成重大不利影響的外國政府或外國非政府人員」。

## 當前外國對立方
根據《聯邦規則彙編》第15篇第791.4節，截至2024年7月18日，美國當局將以下國家定義為「外國對立方」：
- 中华人民共和国（中國）
  - 包括 香港特別行政區（香港）和  澳門特別行政區（澳門）
- 古巴共和國（古巴）
- 伊朗伊斯蘭共和國（伊朗）
- 朝鮮民主主義人民共和國（朝鮮）
- 俄羅斯聯邦（俄羅斯）
- 委內瑞拉政治人物尼古拉斯·馬杜羅（馬杜羅政權）

## 影響
一些州法律禁止來自外國對立方的個人購買資產。例如，路易斯安那州法律禁止《聯邦規則彙編》第15卷15 CFR 7.4（第7.4(a)節）所列的外國對立方在該州內獲取不動產。維珍尼亞州禁止外國對立方在維珍尼亞州購買農業用地。

## 其他含義
美国法典第10编 § 第4872(d)(2)节「從非盟國獲取敏感材料的禁令」將「覆蓋國家」定義為：
- 朝鮮民主主義人民共和國
- 中華人民共和國
- 俄羅斯聯邦
- 伊朗伊斯蘭共和國

此定義曾用於《保護美國人免受外國對手控制的應用程式侵害法案》中「海外敵對國家」的定義。